# Simon Dickie
Simon Dickie, född 31 mars 1951 i Waverley i Taranaki, död 13 december 2017, var en nyzeeländsk roddare.
Han tog OS-brons i åtta med styrman i samband med de olympiska roddtävlingarna 1976 i Montréal.